# Carlo Miranda
Carlo Miranda (15 de agosto de 1912 - 28 de mayo de 1982) fue un matemático italiano, que trabajó en análisis matemático, teoría de las ecuaciones diferenciales parciales elípticas y análisis complejo: es conocido por dar la primera prueba del teorema de Poincaré-Miranda, el teorema de Miranda en análisis complejo, y por escribir una monografía influyente en la teoría de ecuaciones diferenciales parciales elípticas.

## Semblanza
Originario de Frattamaggiore, fue considerado un niño prodigio. Tras completar su educación secundaria con tan solo 15 años, se matriculó en la facultad de matemáticas de la Universidad de Nápoles, donde, como alumno de Mauro Picone, se graduó el 16 de julio de 1931, antes de cumplir diecinueve años, obteniendo el reconocimiento de summa cum laude y la publicación de la tesis. En 1933 obtuvo una beca, y después de dos años de estudio en París, con solo veinticinco años una cátedra, lo que le llevó a dar clases en la Universidad de Génova, en el Politécnico de Turín y, desde el 1943, en Nápoles. Junto con Renato Caccioppoli renovó el Instituto Matemático Napolitano, rediseñando su organización y estructura, relanzando la revista Giornale di matematiche fundada por Giuseppe Battaglini, creando la nueva revista Ricerche di Matematica e iniciando en la investigación a muchos jóvenes, como Federico Cafiero, Carlo Ciliberto, Donato Greco, Guido Stampacchia, Franco Stoppelli y Francesco Guglielmino.
Trabajó en ecuaciones integrales, ecuaciones diferenciales parciales elípticas, potencias en serie y sus aplicaciones, funciones armónicas y teoría del potencial y, más en general, en aplicaciones de análisis funcional, cálculo de variaciones y problemas de física matemática.
Siempre mantuvo fuertes lazos con su maestro Mauro Picone y el Instituto Nacional de Aplicaciones Informáticas (INAC) de Roma: era el propio Picone quien le tenía gran estima y "buscaba su intervención" providencial "en todas las ocasiones posibles en virtud de sus brillantes soluciones".
Fue decano de la Facultad de Ciencias de la Universidad de Nápoles de 1956 a 1968 y vicepresidente de la Unión Matemática Italiana (UMI) de 1958 a 1964.
Fue miembro correspondiente de la Academia de Ciencias de Turín en Ciencias Físicas, Matemáticas y Naturales (para ciencias matemáticas y aplicaciones) desde el 28 de febrero de 1940 y miembro nacional (no residente) desde 1979. Fue elegido miembro de la Academia Nacional de los Linces en 1968.

## Reconocimientos
- En 1954 ganó el premio Urania del Municipio de Nápoles
- En 1960 fue galardonado con la Medalla de oro al mérito de la Ciencia de la Cultura y el Arte[8]
- En 1961 recibió el premio Presidente de la República de la Academia Nacional de los Linces.[8]

La Academia de Ciencias Físicas y Matemáticas de Nápoles estableció en su nombre un premio reservado para los jóvenes analistas italianos y académicos especializados en ecuaciones elípticas.
La biblioteca del departamento de matemáticas de la Universidad Federico II de Nápoles, el Liceo Científico-Lingüístico de Frattamaggiore también llevan su nombre.

## Obras seleccionadas

### Trabajos científicos

#### Artículos
- Miranda, Carlo (27 de mayo de 1935), «Un nouveau critère de normalité pour les familles de fonctions holomorphes» [A new normality criterion for families of holomorphic functions], Comptes rendus hebdomadaires des séances de l'Académie des sciences (en francés) 200: 1823, ISSN 0001-4036, JFM 61.1154.05, Zbl 0011.31102., disponible en Biblioteca Nacional de Francia.
- Miranda, Carlo (1935a), «Sur un nouveau critère de normalité pour les familles de fonctions holomorphes» [On a new normality criterion for families of holomorphic functions],  Bulletin de la Société Mathématique de France (en francés) 63: 185-196, ISSN 0037-9484, JFM 61.1155.01, Zbl 0013.27202, doi:10.24033/bsmf.1231., disponible en NUMDAM.
- Miranda, Carlo (1940), «Un'osservazione su un teorema di Brouwer» [An observation on a theorem of Brouwer],  Bollettino dell'Unione Matematica Italiana, Serie 2 (en italiano) 3: 5-7, ISSN 0041-7084, JFM 66.0217.01, MR 0004775, Zbl 0024.02203..

#### Libros
- Miranda, Carlo (1949), Problemi di esistenza in analisi funzionale [Existence problems in functional analysis], Quaderni (en italiano) 3, Pisa: Litografia Tacchi on behalf of Escuela Normal Superior de Pisa, p. ii+184, MR 0037461, Zbl 0041.43401..
- Miranda, Carlo (1955), Equazioni alle derivate parziali di tipo ellittico,  Ergebnisse der Mathematik und ihrer Grenzgebiete – Neue Folge (en italiano), Heft 2 (1st edición), Berlin – Gotinga – New York: Springer Science+Business Media, pp. VIII+222, MR 0087853, Zbl 0065.08503..
- Miranda, Carlo (1970 (1ª ed. 1955)), Partial Differential Equations of Elliptic Type (Zane C. Motteler, trad.),  Ergebnisse der Mathematik und ihrer Grenzgebiete – 2 Folge, Band 2 (2ª Revisada edición), Berlin – Heidelberg – New York: Springer Science+Business Media, pp. XII+370, ISBN 978-3-540-04804-6, MR 0284700, Zbl 0198.14101, doi:10.1007/978-3-642-87773-5..
- Miranda, Carlo (1972), Su alcuni problemi di geometria differenziale in grande per gli ovaloidi [On some problems of differential geometry in the large concernig ovaloids], Quaderni (en italiano), Pisa:  Edizioni della Normale, p. ii+123, MR 0467615, Zbl 0338.53044..
- Miranda, Carlo (1978), Istituzioni di analisi funzionale lineare [Foundations of linear functional analysis], Monografie Matematiche (en italiano), Bolonia:  Unione Matematica Italiana, pp. (Vol. I) VIII+596, (Vol. II) 152, Zbl 0697.46001. (y Zbl 0697.46002 para el segundo volumen).
- Miranda, Carlo (1992), Opere scelte [Selected works] (en italiano, French), Florencia: Edizioni Cremonese (distributed by  Unione Matematica Italiana), pp. XXIV+516 (vol. 1), pp. VIII+517-1066 (vol. 2), ISBN 88-7083-719-X.: dos volúmenes que recogen sus trabajos matemáticos más importantes en su idioma original y forma tipográfica, y una lista completa de las publicaciones de Miranda.

### Trabajos conmemorativos, históricos y topográficos
- Miranda, Carlo (July–December 1950), «Risultati concernenti la risoluzione delle equazioni funzionali lineari dovuti all'Istituto Nazionale per le Applicazioni del Calcolo» [Results regarding the solution of linear functional equations due to the National Institute for Calculus Applications],  Rendiconti di Matematica e delle sue Applicazioni, 5 (en italiano) 9 (3–4): 346-353, ISSN 0034-4427, MR 0041759, Zbl 0040.35304.. Este trabajo completa un estudio de Fichera (1950) con el mismo título, al dilucidar el papel de algunos científicos y agregar una bibliografía adicional.
- Miranda, Carlo (1978), «Breve storia e prospettive future dell'istituto di matematica della facolta di scienze dell'universita di Napoli» [Brief history and future perspectives of the institute of mathematics of the faculty of science of the University of Naples],  Rendiconto dell'Accademia delle Scienze Fisiche e Matematiche, Napoli, Serie IV (en italiano) 44 (1977): 7-44, ISSN 0370-3568, MR 0497758, Zbl 0384.01020..
- Miranda, Carlo (1980–1981), «Federico Cafiero»,  Rendiconto dell'Accademia delle Scienze Fisiche e Matematiche, Napoli, Serie IV (en italiano) 48: 9-16, ISSN 0370-3568, MR 0697874, Zbl 0512.01007..